# 上海市闸北第八中学
上海市闸北第八中学簡稱閘北八中，是中華人民共和國上海市靜安區的一所公辦完全中學。

## 歷史
1963年，上海市闸北第八中学在中华新路970号创办。閘北八中一度生源差，办学条件和师资水平都比較低下。1980年代末，該校近五分之一的教师学历未达标，达标的教师中，无一人师范生，其中相当一部分是半路轉行当教师。87级两个班中，留级学生占三分之一，其中13人多次留级。入學成绩总分在閘北区35所中学中列第33名。1986年，该校毕业生合格率为22%，而学生的犯罪率居閘北区各校之首，共有9名学生犯罪。1987年，80%的学生因进人闸北八中而心情泪丧，60%以上的学生对学习没有兴趣，10%的学生对学习完全丧失信心。
1987年，时任闸北区教研室副主任的刘京海与学校合作实施教育改革，這一改革被稱為「成功教育」。
2001年在场中路2950弄80号建立新校，2003年开设高中班，2006年迁到场中路3000号。

## 外部連結
- 官方网站